# جکی ژوزف
جکی ژوزف (انگلیسی: Jackie Joseph؛ زادهٔ ۷ نوامبر ۱۹۳۴) یک هنرپیشه اهل ایالات متحده آمریکا است. وی بین سال‌های ۱۹۵۸ تا ۱۹۹۸ میلادی فعالیت می‌کرد.
از فیلم‌هایی که وی در آن نقش داشته است می‌توان به گرملین‌ها ۲ و تقسیم اشاره کرد.